# ザ・ブラック・カイザー
『ザ・ブラック・カイザー』(原題 : The Black Kaiser) は、公開日未定のアクションスリラー映画である。監督はヨナス・アカーランド、主演はマッツ・ミケルセンが務めた。本作はヴィクター・サントスが2012年に発表した漫画『Polor』を原作としている。
『ポーラー 狙われた暗殺者』の続編・前日譚などではなく、新たな映画化となっている。

## ストーリー
ブラック・カイザーことダンカン・ヴィズラが強大な暗殺者シンジケートを守っていた陰謀を暴いたことで、組織のナンバーワン・ターゲットになってしまうー。

## キャスト
- ダンカン・ヴィズラ / ブラック・カイザー

演 - マッツ・ミケルセン

## 製作
2022年5月13日、漫画『Polor』が同監督、同脚本家、同スタッフ、同主演俳優で再実写映画化されると報じられた。